# Raymond R. Earhart
Raymond R. Earhart (* 14. April 1879 in Ohio; † 8. Mai 1967 in Tucson, Arizona) war ein US-amerikanischer Händler, Bergbauentwickler und Politiker (Demokratische Partei).

## Werdegang
Raymond R. Earhart wurde 1879 in Ohio geboren. Über seine Jugendjahre ist nichts bekannt. Er zog 1906 in das Arizona-Territorium und ließ sich in Patagonia (Santa Cruz County) nieder. In der Folgezeit war er dort als Händler und Bergbauentwickler tätig. Er diente zwei Amtszeiten als Sheriff, zwei Amtszeiten als Kämmerer vom Santa Cruz County und eine Amtszeit als Abgeordneter im Repräsentantenhaus von Arizona. Von 1921 bis 1923 fungierte er als State Treasurer von Arizona. Zum Zeitpunkt seiner Kandidatur für den Posten des State Treasurer lebte er in Nogales. Earhart zog um 1948 nach Tucson (Pima County) und ging dort Immobiliengeschäften nach. 1954 kandidierte er für einen Sitz im Repräsentantenhaus von Arizona.
Earhart starb 1967 im Alter von 88 Jahren im Elks Hospital in Tucson. Er war Mitglied der Brotherhood of Locomotive Engineers.